# Municipio de Mason (Misuri)
El municipio de Mason (en inglés: Mason Township) es un municipio ubicado en el condado de Marion en el estado estadounidense de Misuri. En el año 2010 tenía una población de 13438 habitantes y una densidad poblacional de 548,23 personas por km².

## Geografía
El municipio de Mason se encuentra ubicado en las coordenadas 39°41′55″N 91°22′21″O / 39.69861, -91.37250. Según la Oficina del Censo de los Estados Unidos, el municipio tiene una superficie total de 24.51 km², de la cual 22.76 km² corresponden a tierra firme y (7.16%) 1.76 km² es agua.

## Demografía
Según el censo de 2010, había 13438 personas residiendo en el municipio de Mason. La densidad de población era de 548,23 hab./km². De los 13438 habitantes, el municipio de Mason estaba compuesto por el 88.77% blancos, el 7.2% eran afroamericanos, el 0.21% eran amerindios, el 0.39% eran asiáticos, el 0.07% eran isleños del Pacífico, el 0.51% eran de otras razas y el 2.84% pertenecían a dos o más razas. Del total de la población el 1.88% eran hispanos o latinos de cualquier raza.